# Erich Pfalzgraf
Erich Pfalzgraf (* 25. November 1879 in Hünfeld; † 29. November 1937 in Bremen) war ein deutscher evangelischer Theologe und Prediger.

## Biografie
Pfalzgraf war der Sohn eines Sparkassendirektors. Er besuchte bis 1898 das Gymnasium in Lauterbach in Hessen und in Darmstadt. Er studierte Theologie an der Universität Marburg und an der Universität Berlin. Während seines Studiums wurde er 1899 Mitglied der Burschenschaft Arminia Marburg. Von 1905 bis 1907 diente er als Seemannspastor im englischen South Shields und von 1907 bis 1913 als Pastor der deutschen Gemeinde in Kingston upon Hull. 1913 und 1914 war er Prediger und Pfarrer an der Osterkirche in Berlin-Wedding. 
1914 erhielt Pfalzgraf seine Berufung als Domprediger am Bremer Dom. Im Ersten Weltkrieg war er von 1917 bis 1918 Divisionspfarrer. Er war aktiv bei vielen kirchengeschichtlichen und politischen Fragen. Seit 1919 gab er zusammen mit Alfred Fischer und Curt Stage das Protestantenblatt heraus. Er war Mitbegründer des Dom-Jugendbundes. Seit 1924 gehörte er der Bremer Freimaurerloge Friedrich Wilhelm zur Eintracht an. Ab 1933 war er Mitglied des Kirchenausschusses der Bremischen Evangelischen Kirche (BEK). Im Kirchenbuch der Bremer Kirchgemeinde stehen von ihm zeitgenössische, konservative Lieder, unter anderem das EKG 478 mit dem Textbeginn: „Du gabst uns in der weiten Welt das Volk, dem wir entstammen“. Den rassistischen Deutschen Christen stand er ablehnend gegenüber.